# Calderstones House

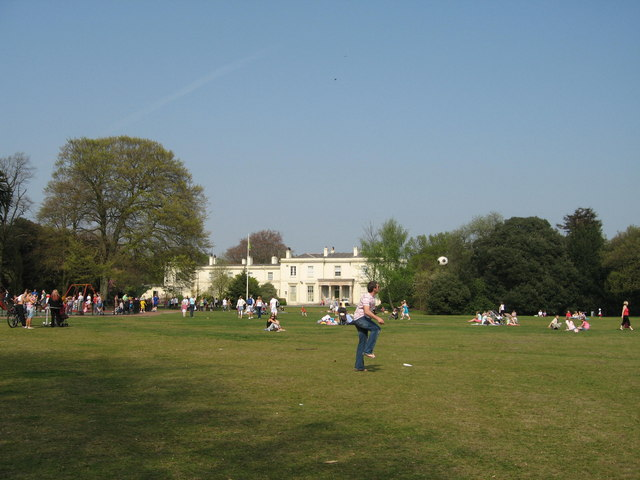
Calderstones House

Calderstones House im Calderstones Park in Liverpool (GB) wurde 1828 von dem Munitionsfabrikanten Joseph Need Walker errichtet. 1875 wurde das Anwesen von Charles MacIver für £52.000 erworben. MacIver war ein bekannter Schiffsmagnat, der gemeinsam mit Samuel Cunard die British and North American Royal Steam Packet Company gründete, später bekannt unter dem Namen Cunard Line. MacIver zog sich 1874 aus dem Geschäft zurück und seine Söhne Henry und Charles übernahmen seine geschäftlichen Unternehmungen. Im Jahre 1902 verkaufte die Familie Calderstones für £43.000 an die Liverpool Corporation.
Heute ist in dem Gebäude das Recreation and Open Spaces Department des Liverpool City Council untergebracht. Es steht unter Denkmalschutz und ist als Gebäude von herausragendem architektonischen und historischen Interesse in der Kategorie II (Grade II) der Statutory List of Buildings of Special Architectural or Historic Interest gelistet.